# 개석고원

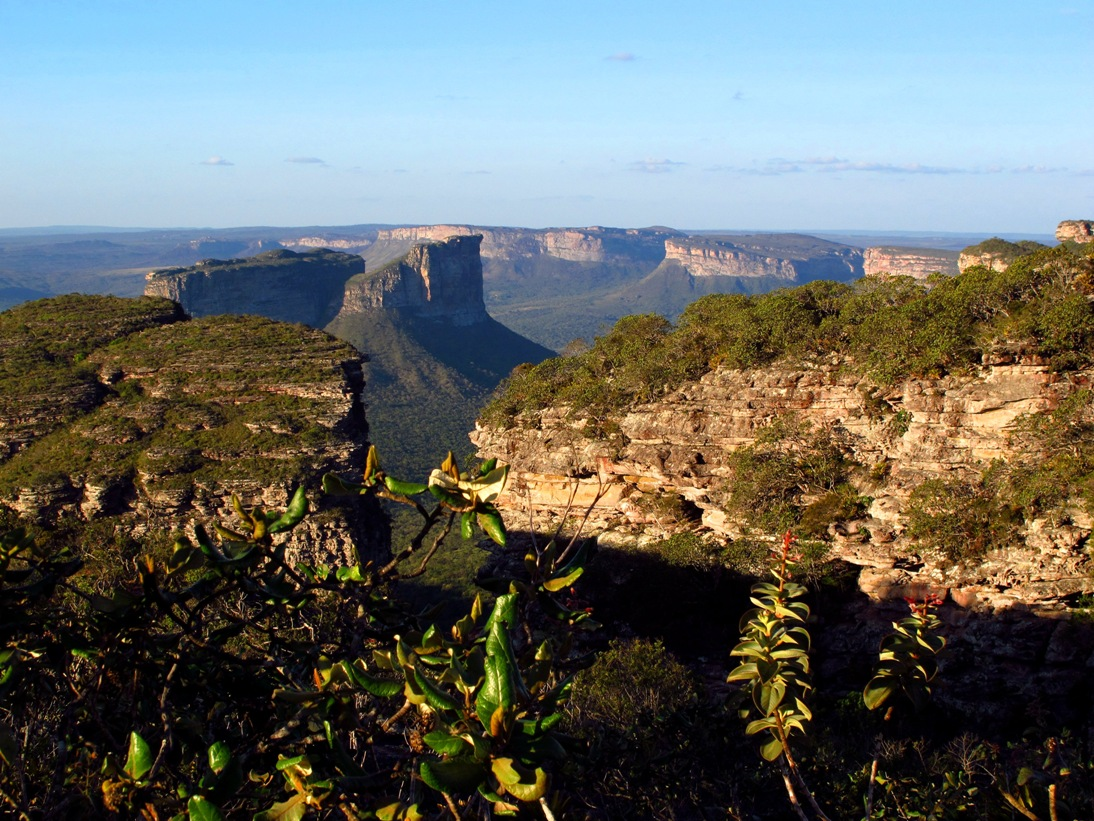
브라질 차파다 지아만티나(Chapada Diamantina)의 개석고원의 전망.

개석고원(開析高原, Dissected plateau)은 골짜기가 생길정도로 침식되는 개석작용을 받은 고원이다. 이러한 지역은 산간 지역으로 불릴 수 있지만, 개석고원은 습곡, 변성작용, 광범위한 단층 또는 조산작용에 수반되는 마그마 활동이 없다는 점에서 조산 산악 지대와 구별된다.

## 분포
미국의 앨러게니고원, 컴벌랜드고원, 오자크고원, 캐츠킬산맥, 호주의 블루마운틴스 (뉴사우스웨일스주) 및 혼스비고원, 인도의 데칸고원은 지역 융기 이후 형성된 개석고원의 예이다.
이 오래된 융기는 개울과 강에 의해 침식되어 산과 즉시 구별할 수 없는 가파른 구호를 형성했다.
북아메리카 동부 애팔래치아산맥의 서쪽 가장자리에 있는 앨러게니고원과 컴벌랜드 고원의 많은 지역을 '산맥'이라고 부르지만 실제로는 개석고원이다. 우리는 이러한 높은 "산맥" 중 하나의 꼭대기에 서서 다른 모든 정상이 거의 같은 높이임을 확인할 수 있다.